# Metaphalangodella pachyliformis
Genre
Espèce
Metaphalangodella pachyliformis, unique représentant du genre Metaphalangodella, est une espèce d'opilions laniatores de la famille des Gonyleptidae.

## Distribution
Cette espèce est endémique de la province de Buenos Aires en Argentine. Elle se rencontre vers Bahía Blanca.

## Description
La femelle holotype mesure 4 mm.

## Publication originale
- Roewer, 1915 : « 106 neue Opilioniden. » Archiv für Naturgeschichte, vol. 81, no 3, p. 1–152 (texte intégral).